# Gran Premi d'Alemanya del 2013
El Gran Premi d'Alemanya de Fórmula 1 de la temporada 2013 va ésser disputat al Circuit de Nürburgring, del 5 al 7 de juliol del 2013. El vencedor de la cursa va ser el pilot de Red Bull Racing Sebastian Vettel (primera vegada que guanya a casa), seguit de ben a prop dels Lotus de Kimi Räikkönen i Romain Grosjean.

## Resultats de la qualificació
| Pos                      | No | Pilot               | Constructor          | Part 1   | Part 2   | Part 3   | Sortida |
| ------------------------ | -- | ------------------- | -------------------- | -------- | -------- | -------- | ------- |
| 1                        | 10 | Lewis Hamilton      | Mercedes             | 1:31.131 | 1:30.152 | 1:29.398 | 1       |
| 2                        | 1  | Sebastian Vettel    | Red Bull-Renault     | 1:31.269 | 1:29.992 | 1:29.501 | 2       |
| 3                        | 2  | Mark Webber         | Red Bull-Renault     | 1:31.428 | 1:30.217 | 1:29.608 | 3       |
| 4                        | 7  | Kimi Räikkönen      | Lotus-Renault        | 1:30.676 | 1:29.852 | 1:29.892 | 4       |
| 5                        | 8  | Romain Grosjean     | Lotus-Renault        | 1:31.242 | 1:30.005 | 1:29.959 | 5       |
| 6                        | 19 | Daniel Ricciardo    | Toro Rosso-Ferrari   | 1:31.081 | 1:30.223 | 1:30.528 | 6       |
| 7                        | 4  | Felipe Massa        | Ferrari              | 1:30.547 | 1:29.825 | 1:31.126 | 7       |
| 8                        | 3  | Fernando Alonso     | Ferrari              | 1:30.709 | 1:29.962 | 1:31.209 | 8       |
| 9                        | 5  | Jenson Button       | McLaren-Mercedes     | 1:31.181 | 1:30.269 |          | 9       |
| 10                       | 11 | Nico Hülkenberg     | Sauber-Ferrari       | 1:31.132 | 1:30.231 |          | 10      |
| 11                       | 9  | Nico Rosberg        | Mercedes             | 1:31.322 | 1:30.326 |          | 11      |
| 12                       | 14 | Paul di Resta       | Force India-Mercedes | 1:31.322 | 1:30.697 |          | 12      |
| 13                       | 6  | Sergio Pérez        | McLaren-Mercedes     | 1:31.498 | 1:30.933 |          | 13      |
| 14                       | 12 | Esteban Gutiérrez   | Sauber-Ferrari       | 1:31.681 | 1:31.010 |          | 14      |
| 15                       | 15 | Adrian Sutil        | Force India-Mercedes | 1:31.320 | 1:31.010 |          | 15      |
| 16                       | 18 | Jean-Éric Vergne    | Toro Rosso-Ferrari   | 1:31.629 | 1:31.104 |          | 16      |
| 17                       | 17 | Valtteri Bottas     | Williams-Renault     | 1:31.693 |          |          | 17      |
| 18                       | 16 | Pastor Maldonado    | Williams-Renault     | 1:31.707 |          |          | 18      |
| 19                       | 20 | Charles Pic         | Caterham-Renault     | 1:32.937 |          |          | 221     |
| 20                       | 22 | Jules Bianchi       | Marussia-Cosworth    | 1:33.063 |          |          | 19      |
| 21                       | 21 | Giedo van der Garde | Caterham-Renault     | 1:33.734 |          |          | 20      |
| 22                       | 23 | Max Chilton         | Marussia-Cosworth    | 1:34.098 |          |          | 21      |
| Temps pel 107% :1:36.885 |    |                     |                      |          |          |          |         |
| Font:                    |    |                     |                      |          |          |          |         |

- ^1  — Charles Pic va ser penalitzat amb 5 posicions per substituir la caixa de canvi[2]

## Resultats de la Cursa
| Pos   | No | Pilot               | Constructor          | Voltes | Temps / Retirada | Pos.Sortida | Punts |
| ----- | -- | ------------------- | -------------------- | ------ | ---------------- | ----------- | ----- |
| 1     | 1  | Sebastian Vettel    | Red Bull-Renault     | 60     | 1:41.14.711      | 2           | 25    |
| 2     | 7  | Kimi Räikkönen      | Lotus-Renault        | 60     | + 1.008 s        | 4           | 18    |
| 3     | 8  | Romain Grosjean     | Lotus-Renault        | 60     | + 5.830 s        | 5           | 15    |
| 4     | 3  | Fernando Alonso     | Ferrari              | 60     | + 7.721 s        | 8           | 12    |
| 5     | 10 | Lewis Hamilton      | Mercedes             | 60     | + 26.927 s       | 1           | 10    |
| 6     | 5  | Jenson Button       | McLaren-Mercedes     | 60     | + 27.996 s       | 9           | 8     |
| 7     | 2  | Mark Webber         | Red Bull-Renault     | 60     | + 37.562 s       | 3           | 6     |
| 8     | 6  | Sergio Pérez        | McLaren-Mercedes     | 60     | + 38.306 s       | 13          | 4     |
| 9     | 9  | Nico Rosberg        | Mercedes             | 60     | + 46.821 s       | 11          | 2     |
| 10    | 11 | Nico Hülkenberg     | Sauber-Ferrari       | 60     | + 49.892 s       | 10          | 1     |
| 11    | 14 | Paul di Resta       | Force India-Mercedes | 60     | + 53.771 s       | 12          |       |
| 12    | 19 | Daniel Ricciardo    | Toro Rosso-Ferrari   | 60     | + 56.975 s       | 6           |       |
| 13    | 15 | Adrian Sutil        | Force India-Mercedes | 60     | + 57.738 s       | 15          |       |
| 14    | 12 | Esteban Gutiérrez   | Sauber-Ferrari       | 60     | + 1: 00.160 min. | 14          |       |
| 15    | 16 | Pastor Maldonado    | Williams-Renault     | 60     | + 1: 01.929 min. | 18          |       |
| 16    | 17 | Valtteri Bottas     | Williams-Renault     | 59     | + 1 Volta        | 17          |       |
| 17    | 20 | Charles Pic         | Caterham-Renault     | 59     | + 1 Volta        | 22          |       |
| 18    | 21 | Giedo van der Garde | Caterham-Renault     | 59     | + 1 Volta        | 20          |       |
| 19    | 23 | Max Chilton         | Marussia-Cosworth    | 59     | + 1 Volta        | 21          |       |
| Ret   | 18 | Jean-Éric Vergne    | Toro Rosso-Ferrari   | 22     | Hidràulics       | 16          |       |
| Ret   | 22 | Jules Bianchi       | Marussia-Cosworth    | 21     | Motor            | 19          |       |
| Ret   | 4  | Felipe Massa        | Ferrari              | 3      | Caixa de canvi   | 7           |       |
| Font: |    |                     |                      |        |                  |             |       |